# Андре Віздом
Андре́ Алекса́ндер Шакі́лл Ві́здом (англ. Andre Alexander Shaquille Wisdom; нар. 9 травня 1993 року, Лідс, Англія) — англійський футболіст. Захисник молодіжної збірної Англії та «Ліверпуля».

## Клубна кар'єра

### Початок кар'єри
Віздом почав кар'єру в академії «Бредфорд Сіті». Андре регулярно грав у юнацьких командах U-15. У 14 років Віздом підписав контракт з «Ліверпулем».

### «Ліверпуль»
Віздом успішно грав за молодіжні команди «Ліверпуля». У вересні 2010 футболіст потрапив до лави запасних у матчі Кубка Ліги проти «Нортгемптон Таун». Пізніше він став капітаном резервної команди. Влітку 2011 року Андре подовжив свій контракт.
20 вересня 2012 року Віздом дебютував в основному складі в матчі Ліги Європи проти «Янг Бойз», де одразу відзначився забитим голом. 26 вересня Андре зіграв в матчі Кубка Ліги проти «Вест-Бромвіч Альбіон», а за три дні дебютував у Прем'єр-лізі у виїзному матчі проти «Норвіч Сіті». 7 жовтня захисник вперше вийшов на «Енфілді» в матчі проти «Сток Сіті».
9 січня 2013 року Віздом підписав новий довготривалий контракт з клубом.

## Кар'єра в збірній
У вересні 2011 року Андре в матчі проти Ізраїлю дебютував за молодіжну збірну Англії.

## Статистика
Дані актуальні станом на 14 січня 2013 року
| Клуб      | Сезон   | Чемпіонат    | Чемпіонат | Чемпіонат | Кубок | Кубок | Кубок Ліги | Кубок Ліги | Єврокубки | Єврокубки | Всього | Всього |
| Клуб      | Сезон   | Дивізіон     | Ігри      | Голи      | Ігри  | Голи  | Ігри       | Голи       | Ігри      | Голи      | Ігри   | Голи   |
| --------- | ------- | ------------ | --------- | --------- | ----- | ----- | ---------- | ---------- | --------- | --------- | ------ | ------ |
| Ліверпуль | 2012-13 | Прем'єр-ліга | 9         | 0         | 1     | 0     | 1          | 0          | 4         | 1         | 15     | 1      |
| Всього    | Всього  | Всього       | 9         | 0         | 1     | 0     | 1          | 0          | 4         | 1         | 15     | 1      |

## Досягнення
- Чемпіон Австрії (1):

«Ред Булл»: 2016-17
- Володар Кубка Австрії (1):

«Ред Булл»: 2016-17
Англія U-17
- Чемпіон Європи: 2010